# Auradé
Auradé – miejscowość i gmina we Francji, w regionie Oksytania, w departamencie Gers.
Według danych na rok 1990 gminę zamieszkiwały 322 osoby, a gęstość zaludnienia wynosiła 15 osób/km² (wśród 3020 gmin regionu Midi-Pireneje Auradé plasuje się na 745. miejscu pod względem liczby ludności, natomiast pod względem powierzchni na miejscu 514.).